# Neoconocephalus maximus
Neoconocephalus maximus is een rechtvleugelig insect uit de familie sabelsprinkhanen (Tettigoniidae). De wetenschappelijke naam van deze soort werd voor het eerst geldig gepubliceerd in 1907 door Heinrich Hugo Karny.